# J'ai épousé un inconnu
Pour plus de détails, voir Fiche technique et Distribution.
J'ai épousé un inconnu est un téléfilm français réalisé par Serge Meynard qui a été diffusé pour la première fois le 9 octobre 2015 sur France 2.
Ce téléfilm est l'adaptation du roman Married to a Stranger de Patricia MacDonald.

## Synopsis
Jeune psychiatre douée exerçant dans un centre pour adolescents perturbés, riche héritière, Emma épouse David, rencontré six mois plus tôt, meilleur ami de son collègue psychiatre, Aurélien, dont la femme s'est suicidée. David emmène Emma dans une maison où il dit n'être pas allé depuis des années, perdue dans la nature. Il sort couper du bois, la nuit tombe, panne d'électricité, Emma erre dans la maison, appelle son mari, une ombre cagoulée surgit, une hache à la main et agresse Emma. Un chasseur se porte à son secours mais est tué. L'agresseur s'enfuit. À partir de là, la police, ses parents, les omissions et mensonges de David, la disparition d'une infirmière chargée de veiller sur elle vont amener Emma à soupçonner son mari. Elle subit une autre agression mystérieuse mais est aussi menacée par le père d'une de ses jeunes patientes décédée.

## Fiche technique
- Réalisation : Serge Meynard
- Scénario : Elsa Marpeau d'après le roman J'ai épousé un inconnu (Albin Michel, 2006) de Patricia MacDonald
- Musique :
- Photographie :
- Production : La Boîte à Images 1
- Pays d’origine : France
- Langue : Français
- Genre : Policier
- Date de diffusion : 9 octobre 2015 sur France 2

## Distribution
- Déborah François : Emma
- Philippe Bas : David
- Samira Lachhab : Soraya Lakhdar
- Serge Riaboukine : Commandant Loison
- Grégori Derangère : Aurélien
- Christine Citti : Dominique
- Julie Victor : Virginie
- Florian Bonnard : Théo Lerois

## Tournage
Le tournage s'est effectué dans les Bouches-du-Rhône, à Aubagne, Gémenos et Marseille, ainsi que dans le parc national des Calanques et dans le parc départemental des Roques Hautes.